# Coupe des champions de la CONCACAF 1972
Navigation
Édition précédente Édition suivante
La Coupe des champions de la CONCACAF 1972 était la huitième édition de cette compétition.
Elle a été remportée par le CD Olimpia face au SV Robinhood sur le score cumulé de 1 but à 0.

## Participants
Un total de 10 équipes provenant d'un maximum de 6 nations pouvaient participer au tournoi. Elles appartenaient aux zones Amérique du Nord, Amérique Centrale et Caraïbes de la CONCACAF.
Le tableau des clubs qualifiés était le suivant :
| Nation                      | Club                         | Raison de qualification                    |
| Zone Amérique Centrale/Nord |                              |                                            |
| Tours d'entrée inconnus     |                              |                                            |
| Mexique                     | Club América                 | Champion du Mexique 1970-71.               |
| Mexique                     | Club Toluca                  | Second du championnat du Mexique 1970-71.  |
| Honduras                    | CD Olimpia                   | Champion du Honduras 1971-72.              |
| Honduras                    | CD Vida                      | Second du championnat du Honduras 1971-72. |
| Panama                      | Deportes Unión Española      | Méthode de qualification inconnue.         |
| Nicaragua                   | Deportivo Santa Cecilia (en) | Champion du Nicaragua 1971.                |
| Zone Caraïbes               |                              |                                            |
| Tours d'entrée inconnus     |                              |                                            |
| Suriname                    | SV Robinhood                 | Champion du Suriname 1971.                 |
| Suriname                    | SV Transvaal                 | Second du championnat du Suriname 1971.    |
| Haïti                       | Don Bosco FC                 | Champion d'Haïti 1971.                     |
| Haïti                       | Aigle Noir AC                | Second du championnat d'Haïti 1971.        |

## Calendrier
| Tour                          | Nom                    | Date aller        | Date retour       | Équipes participantes | Équipes restantes |
| Phase de qualification (1972) |                        |                   |                   |                       |                   |
| 1                             | Phase de qualification | 5 mai - 6 octobre | 5 mai - 6 octobre | 10                    | 10 à 3            |
| Phase finale (1972/1973)      |                        |                   |                   |                       |                   |
| 1                             | Demi-finale            | 18 décembre 1972  | 20 décembre 1972  | 2                     | 3 à 2             |
| 2                             | Finale                 | 28 janvier 1973   | 31 janvier 1973   | 2                     | 2 à 1             |

## Compétition

### Phase de qualification

#### ZoneAmérique Centrale/Nord
Il y a très peu d'information sur les qualifications de la zone, on sait juste que le Club Toluca et le CD Olimpia ont été les représentants de la zone lors de la phase finale. Les matchs présentés ci-dessous sont les seuls dont on connaît les résultats.

##### Premier tour
| Date              | Pays | Club        | Aller | Retour | Club    | Pays | Commentaire |
| 30 oct. / 15 nov. |      | Club Toluca | 3-1   | 1-0    | CD Vida |      |             |

#### ZoneCaraïbes
Il y a très peu d'information sur les qualifications de la zone caraïbes, on sait juste que le SV Robinhood a été le représentant de la zone lors de la phase finale.

### Phase Finale

#### Tableau
|  | Demi-finale            | Demi-finale | Demi-finale | Demi-finale           |   |   | Finale | Finale | Finale | Finale |
|  |                        |             |             |                       |   |   |        |        |        |        |
|  | 18 et 20 décembre 1972 |             |             |                       |   |   |        |        |        |        |
|  |                        |             |             |                       |   |   |        |        |        |        |
|  | Club Toluca            | 0           | 1           |                       |   |   |        |        |        |        |
|  | Club Toluca            | 0           | 1           | 28 et 31 janvier 1973 |   |   |        |        |        |        |
|  | CD Olimpia             | 1           | 1           |                       |   |   |        |        |        |        |
|  | CD Olimpia             | 1           | 1           | SV Robinhood          | 0 | 0 |        |        |        |        |
|  |                        |             |             |                       | 0 | 0 |        |        |        |        |
|  |                        |             | CD Olimpia  | 1                     | 0 |   |        |        |        |        |

#### Demi-finale
| Pays | Club        | Aller | Retour | Club       | Pays | Commentaire |
|      | Club Toluca | 0-1   | 1-1    | CD Olimpia |      |             |

#### Finale
| Match aller     | SV Robinhood | 0:1 | CD Olimpia     | Stade Olimpico Metropolitano San Pedro Sula, Honduras |  |
| 28 janvier 1973 |              |     | Buteur inconnu |                                                       |  |

| Match retour    | CD Olimpia | 0:0   | SV Robinhood | Stade Tiburcio Carias Andino Tegucigalpa, Honduras |  |
| 31 janvier 1973 |            | (0:0) |              |                                                    |  |

| Champion de la CONCACAF 1972 |
| ---------------------------- |
| Drapeau du Honduras          |
| CD Olimpia Premier Titre     |